# Garo jezici
Garo jezici, malena skupina sinotibetskih jezika koji se govore na području Indije i Bangladeša, a ime nosi po istoimenom jeziku i narodu Garo. 
Garo s jezičnim podskupinama bodo (9 jezika) i koch (4 jezika) čine jednu od tri podskupine šire skupine bodo-garo. Njima govori preko 900.000 ljudi u državama Meghalaya, Assam, Nagaland i Zapadni Bengal, i u susjednom Bangladešu. Predstavnici su: garo [grt] i megam [mef]

## Vanjske poveznice
- Ethnologue (14th)
- Ethnologue (15th)